# Reichenau (Karyntia)
Reichenau – gmina w Austrii, w kraju związkowym Karyntia. w powiecie Feldkirchen. Według danych Austriackiego Urzędu Statystycznego liczyła 1845 mieszkańców (1 stycznia 2015).